# مشروع قانون الحسبة
مشروع قانون الحسبة (باللغة الأردية : حسبہ قانون) هو تشريع اقترحه أعضاء الجمعية الإقليمية للمقاطعة الحدودية الشمالية الغربية في باكستان تطبيقًا لنظام الحسبة، كان الحزب السياسي الحاكم في المحافظة في ذلك الوقت هو مجالس العمل المتحدة، وهو تحالف من ستة أحزاب تؤيد تطبيق الشريعة الإسلامية. وفي عام 2003 وافقت الجمعية التشريعية على مشروع قانون الحسبة.
وأوقفت المحكمة العليا الباكستانية مشروع قانون الحسبة. أعلن رئيس القضاة افتخار محمد شودري أنه غير دستوري.